# بوخناگ
بوخناگ (به لاتین: Bukhnag) یک منطقهٔ مسکونی در روسیه است که در داغستان واقع شده‌است.